# Alexander von Uexküll-Güldenband (Staatsmann)

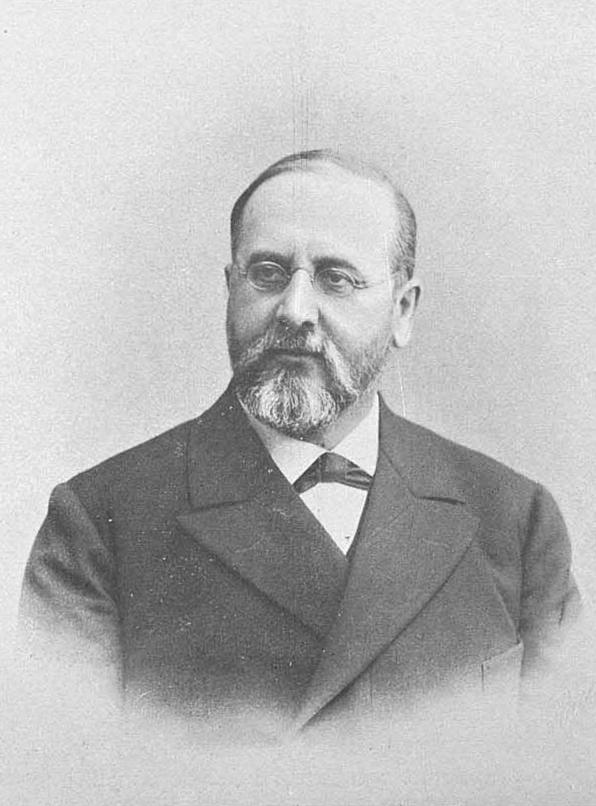
Alexander Freiherr von Uexküll-Güldenband (1907)

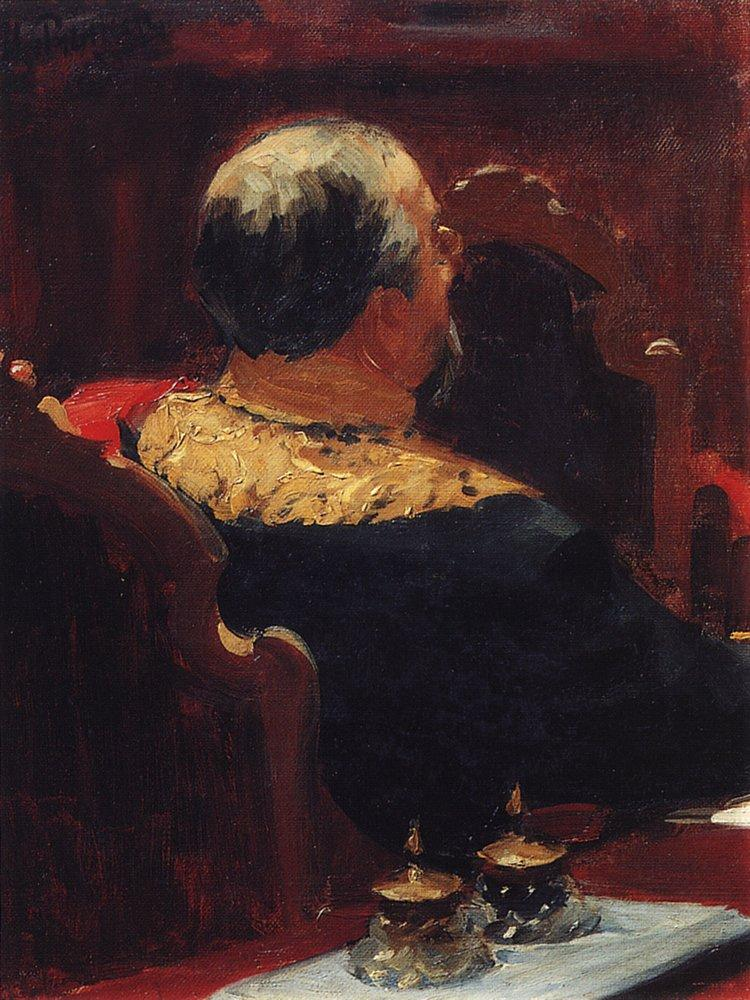
Alexander Freiherr von Uexküll-Güldenband, Porträtstudie von Ilja Repin

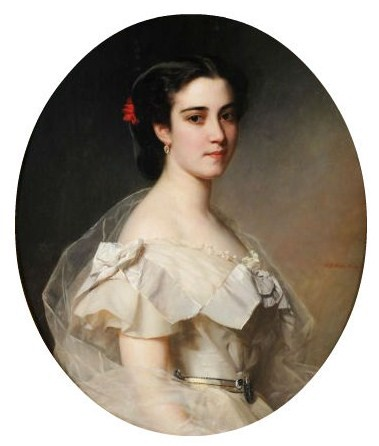
Lina Baroness von Uexküll-Güldenband (Porträt 1863)

Alexander Karl Abraham Freiherr von Uexküll-Güldenband (russisch Александр Александрович Икскуль фон Гильденбандт Alexander Aleandrowitsch Ikskul von Hildenbandt; * 8. Februarjul. / 20. Februar 1840greg. in St. Petersburg; † 27. Junijul. / 10. Juli 1912greg. in St. Petersburg) war ein russischer Staatsmann.

## Leben

### Familie
Alexander war Angehöriger der baltischen Freiherrn von Uexküll-Güldenband. Seine Eltern waren der russische Generalleutnant Alexander von Uexküll-Güldenband (1799–1880) und Emilie Peretz (1815–1878). Sein Bruder Julius von Uexküll-Güldenband (1853–1918) war ebenfalls Senator, Mitglied des Reichsrates und Wirklicher Geheimrat.
Er vermählte sich 1863 mit Lina Adelson (1840–1911), Tochter des russischen Wirklichen Geheimrats Joseph Adelson und der Johanna Benjamin. Aus der Ehe ging als einziges Kind der Sohn Alexander von Uexküll-Güldenband (1864–1923) hervor, der als Wirklicher Staatsrat Beamter der russischen Reichskanzlei wurde. Dieser vermählte sich in erster Ehe 1894 mit der Schauspielerin Ida Aalberg (1857–1915). Als Witwer ging er 1919 eine zweite Ehe mit Inge Nordberg (* 1895) ein.

### Werdegang
Uexküll-Güldenband besuchte in den Jahren 1853 bis 1860 die Rechtsschule in St. Petersburg. Seit 1860 arbeitete er am Justizministerium, wurde aber für zwei Jahre zum Besuch ausländischer Universitäten beurlaubt. Von 1863 bis 1868 war er Sekretär, dann Obersekretär im Dirigirenden Senat. Im Jahr 1868 war er Glied des Bezirksgerichts in St. Petersburg und avancierte zum Kammerherrn der Großfürstin Helena Pawlowna, was er bis 1872 blieb. In den Jahren 1872 bis 1874 war er Vizegouverneur und von 1874 bis 1882 Gouverneur von Livland. In dieser Funktion geriet er auf Grund unterschiedlicher Auffassungen im Umgang mit den nationalen Bestrebungen der Letten und Esten in Konfrontation zum Landmarschall Heinrich von Bock (1803–1903). Von 1876 bis 1882 war er auch Kurator des Rigischen Polytechnikums. 1884 übernahm er die Stellung des Gouverneurs von Charkow, die er bis 1886 ausfüllte um dann bis 1888 in gleicher Stellung nach Pleskau zu wechseln. Er wurde 1888 Senator und war von 1891 bis 1896 weltlicher Präsident des Evangelisch-Lutherischen General-Konsistoriums.
Uexküll-Güldenband besaß das Gut Augustenhof bei Wiborg.